# Closer (album de David Sanborn)
Pour les articles homonymes, voir Closer.
Albums de David Sanborn
Time Again
(2003) Here and Gone
(2008)
Closer est le vingtième album du saxophoniste David Sanborn, et sorti en 2005.

## Liste des chansons
1. Tin Tin Deo (Gil Fuller, Dizzy Gillespie, Chano Pozo)
2. Senor Blues (Horace Silver)
3. Don't Let Me Lonely Tonight (James Taylor)
4. Smile (Charles Chaplin)
5. Enchantment (Horace Silver)
6. Ballad of the Sad Young Men (Tommy Wolf/ Fran Landesman)
7. Another Time, Another Place (D. Sanborn)
8. Capetown Fringe (Abdullah Ibrahim)
9. Poinciana (NAt Simon/ Buddy Bernier)
10. You Must Believe in Spring (Michel Legrand/ Alan Bergman/ Marilyn Bergman/ Jacques Demy)
11. Sofia (D. Sanborn)

## Personnel
- David Sanborn – saxophone alto
- Larry Goldings - piano électrique, orgue
- Gil Goldstein - piano électrique, accordéon (Capetown Fringe)
- Mike Mainieri - vibraphone
- Russell Malone - guitare
- Christian McBride - basse
- Steve Gadd - batterie
- Luis Quintero - percussion
- Lizz Wright - chant (Don't Let Me Lonely Tonight)
- Bob Sheppard - saxophone ténor (Capetown Fringe)